# Sophia Kleinherne
Sophia Kleinherne (Telgte, 12 aprile 2000) è una calciatrice tedesca, difensore dell'Eintracht Francoforte e della nazionale tedesca.

## Carriera

### Club
Sophia Kleinherne ha iniziato a giocare a calcio nel SG Telgte, società del paese dov'è nata, per poi passare al BSV Ostbevern. Nel 2014 si trasferì al Gütersloh, dove giocò per tre stagioni di fila nel campionato giovanile nazionale. Col Gütersloh vinse il girone ovest-sudovest sia nel 2015 che nel 2016, partecipando alla fase finale per la conquista del titolo. Nella stagione 2016-17 venne anche convocata in prima squadra, scendendo in campo in 8 occasioni nel girone Nord della 2. Frauen-Bundesliga, realizzando anche una rete.
Nel luglio 2017 vinse la Fritz-Walter-Medaille di bronzo come terza migliore giovane calciatrice tedesca dell'anno. Nel frattempo, si trasferì all'1. FFC Francoforte. Nella prima metà della stagione giocò con la seconda squadra, impegnata nel girone Sud della 2. Frauen-Bundesliga, mentre dopo la sosta invernale venne impiegata in prima squadra in Frauen-Bundesliga, diventando titolare in difesa. Fece il suo debutto in campionato l'11 febbraio 2018, prendendo il posto dell'infortunata Laura Störzel. Il 9 settembre 2018 vinse la Fritz-Walter-Medaille d'argento.
Al termine della stagione 2019-20, a seguito della fusione dell'1. FFC Francoforte con l'Eintracht Francoforte, assieme alle altre compagne di squadra passò sotto contratto con l'Eintracht. Nella stagione 2020-21 arrivò in finale della coppa nazionale, che venne persa contro il Wolfsburg ai tempi supplementari.

### Nazionale

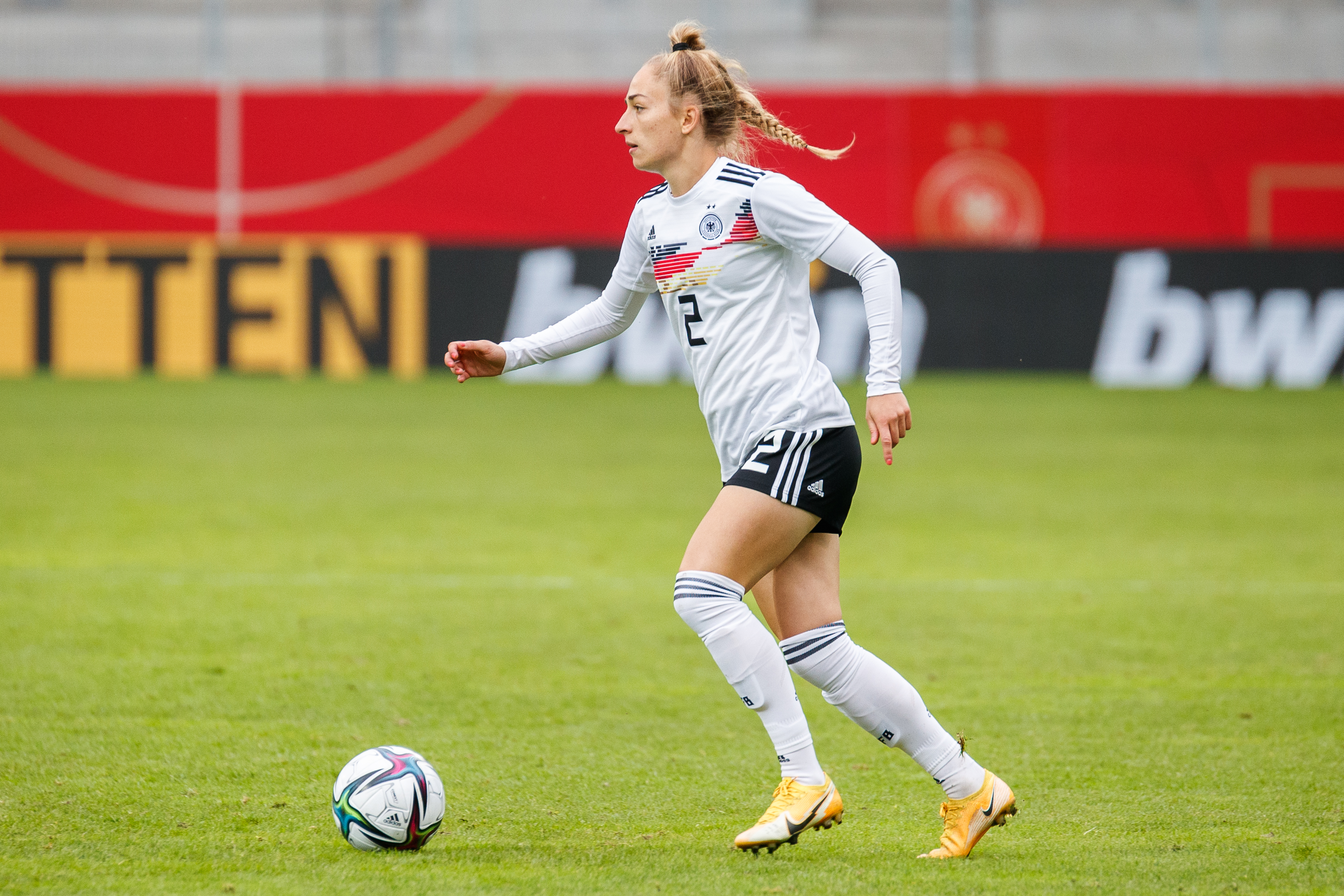
Sophia Kleinherne in azione con la maglia della nazionale tedesca il 21 settembre 2021 nella partita contro la.

Sophia Kleinherne ha fatto parte di diverse selezioni giovanili della Germania, facendo il suo debutto con la maglia della selezione Under-15 il 28 ottobre 2014 nella vittoria per 13-0 sulle pari età della Scozia. Con la nazionale Under-17 ha preso parte al campionato europeo di categoria nel 2016, campionato che venne vinto dalla Germania dopo aver superato in finale la Spagna ai tiri di rigore. Nel torneo Kleinherne segnò un'autorete proprio contro la Spagna, ma nella partita pareggiata 2-2 nella fase a gironi. Sempre con la nazionale Under-17 partecipò al campionato mondiale 2016, scendendo in campo in tutte e tre le partite della fase a gironi e nella sfida dei quarti di finale, dove la Germania venne eliminata dalla Spagna. Nel 2017 giocò la fase finale del campionato europeo con la nazionale Under-19, mentre l'anno seguente giocò la fase finale del campionato mondiale con la nazionale Under-20. Nel 2019 giunse anche la partecipazione al campionato europeo Under-19, perso in finale contro la Francia e con Kleinherne titolare in difesa e con la fascia di capitano; al termine della manifestazione venne anche inserita nella squadra ideale del torneo.
Ha fatto il suo esordio con la nazionale maggiore il 9 novembre 2019, scendendo in campo da titolare nell'amichevole vinta 2-1 allo stadio di Wembley a Londra contro l'Inghilterra, davanti a 77 768 spettatori, venendo poi votata anche come migliore in campo. All'inizio del 2020 l'UEFA l'ha inserita nella lista delle 10 giovani calciatrici più promettenti dell'anno. Venne convocata per l'Algarve Cup 2020, scendendo in campo solamente nella partita della seconda fase vinta 4-0 sulla Norvegia e che diede alla Germania l'accesso alla finale. A inizio 2022 venne inserita nella rosa della nazionale tedesca che prese parte alla prima edizione dell'Arnold Clark Cup, torneo a inviti organizzato in Inghilterra, giocando tutte e tre le partite della manifestazione.

## Statistiche

### Presenze e reti nei club
Statistiche aggiornate al 3 dicembre 2024.
| Stagione                     | Squadra                      | Campionato                   | Campionato | Campionato | Coppe nazionali | Coppe nazionali | Coppe nazionali | Coppe continentali | Coppe continentali | Coppe continentali | Altre coppe | Altre coppe | Altre coppe | Totale | Totale |
| Stagione                     | Squadra                      | Comp                         | Pres       | Reti       | Comp            | Pres            | Reti            | Comp               | Pres               | Reti               | Comp        | Pres        | Reti        | Pres   | Reti   |
| ---------------------------- | ---------------------------- | ---------------------------- | ---------- | ---------- | --------------- | --------------- | --------------- | ------------------ | ------------------ | ------------------ | ----------- | ----------- | ----------- | ------ | ------ |
| 2016-2017                    | Gütersloh                    | 2.FB                         | 8          | 0          |                 | -               | -               |                    | -                  | -                  |             | -           | -           | 8      | 0      |
| 2017-2018                    | 1. FFC Francoforte II        | 2.FB                         | 8          | 1          |                 | -               | -               |                    | -                  | -                  |             | -           | -           | 8      | 1      |
| 2017-2018                    | 1. FFC Francoforte           | FB                           | 12         | 0          | CG              | 1               | 0               |                    | -                  | -                  |             | -           | -           | 13     | 0      |
| 2018-2019                    | 1. FFC Francoforte           | FB                           | 19         | 0          | CG              | 1               | 0               |                    | -                  | -                  |             | -           | -           | 20     | 0      |
| 2019-2020                    | 1. FFC Francoforte           | FB                           | 19         | 0          | CG              | 2               | 0               |                    | -                  | -                  |             | -           | -           | 21     | 0      |
| Totale 1. FFC Francoforte    | Totale 1. FFC Francoforte    | Totale 1. FFC Francoforte    | 50         | 0          |                 | 4               | 0               |                    | -                  | -                  |             | -           | -           | 54     | 0      |
| 2020-2021                    | Eintracht Francoforte        | FB                           | 22         | 0          | CG              | 5               | 0               |                    | -                  | -                  |             | -           | -           | 27     | 0      |
| 2021-2022                    | Eintracht Francoforte        | FB                           | 22         | 0          | CG              | 2               | 0               |                    | -                  | -                  |             | -           | -           | 24     | 0      |
| 2022-2023                    | Eintracht Francoforte        | FB                           | 22         | 1          | CG              | 2               | 0               | UWCL               | 2                  | 0                  |             | -           | -           | 26     | 1      |
| 2023-2024                    | Eintracht Francoforte        | FB                           | 17         | 0          | CG              | 3               | 0               | UWCL               | 9                  | 0                  |             | -           | -           | 29     | 0      |
| 2024-2025                    | Eintracht Francoforte        | FB                           | 10         | 0          | CG              | 1               | 0               | UWCL               | 2                  | 0                  |             | -           | -           | 13     | 0      |
| Totale Eintracht Francoforte | Totale Eintracht Francoforte | Totale Eintracht Francoforte | 92         | 1          |                 | 13              | 0               |                    | 13                 | 0                  |             | -           | -           | 119    | 1      |
| Totale carriera              | Totale carriera              | Totale carriera              | 159        | 2          |                 | 17              | 0               |                    | 13                 | 0                  |             | -           | -           | 189    | 2      |

### Cronologia presenze e reti in nazionale
| Cronologia completa delle presenze e delle reti in nazionale ― Germania | Cronologia completa delle presenze e delle reti in nazionale ― Germania | Cronologia completa delle presenze e delle reti in nazionale ― Germania | Cronologia completa delle presenze e delle reti in nazionale ― Germania | Cronologia completa delle presenze e delle reti in nazionale ― Germania | Cronologia completa delle presenze e delle reti in nazionale ― Germania | Cronologia completa delle presenze e delle reti in nazionale ― Germania | Cronologia completa delle presenze e delle reti in nazionale ― Germania |
| Data                                                                    | Città                                                                   | In casa                                                                 | Risultato                                                               | Ospiti                                                                  | Competizione                                                            | Reti                                                                    | Note                                                                    |
| ----------------------------------------------------------------------- | ----------------------------------------------------------------------- | ----------------------------------------------------------------------- | ----------------------------------------------------------------------- | ----------------------------------------------------------------------- | ----------------------------------------------------------------------- | ----------------------------------------------------------------------- | ----------------------------------------------------------------------- |
| 9-11-2019                                                               | Londra                                                                  | Inghilterra                                                             | 1 – 2                                                                   | Germania                                                                | Amichevole                                                              | -                                                                       | 53’                                                                     |
| 7-3-2020                                                                | Lagos                                                                   | Germania                                                                | 4 – 0                                                                   | Norvegia                                                                | Algarve Cup 2020                                                        | -                                                                       |                                                                         |
| 22-9-2020                                                               | Podgorica                                                               | Montenegro                                                              | 0 – 3                                                                   | Germania                                                                | Qual. Euro 2022                                                         | -                                                                       |                                                                         |
| 24-2-2021                                                               | Venlo                                                                   | Paesi Bassi                                                             | 2 – 1                                                                   | Germania                                                                | Amichevole                                                              | -                                                                       |                                                                         |
| 10-4-2021                                                               | Wiesbaden                                                               | Germania                                                                | 5 – 2                                                                   | Australia                                                               | Amichevole                                                              | -                                                                       | 73’                                                                     |
| 13-4-2021                                                               | Wiesbaden                                                               | Germania                                                                | 3 – 1                                                                   | Norvegia                                                                | Amichevole                                                              | -                                                                       | 61’                                                                     |
| 15-6-2021                                                               | Offenbach am Main                                                       | Germania                                                                | 0 – 0                                                                   | Cile                                                                    | Amichevole                                                              | -                                                                       |                                                                         |
| 18-9-2021                                                               | Cottbus                                                                 | Germania                                                                | 7 – 0                                                                   | Bulgaria                                                                | Qual. Mondiali 2023                                                     | -                                                                       |                                                                         |
| 21-9-2021                                                               | Chemnitz                                                                | Germania                                                                | 5 – 1                                                                   | Serbia                                                                  | Qual. Mondiali 2023                                                     | -                                                                       | 59’                                                                     |
| 21-10-2021                                                              | Petah Tiqwa                                                             | Israele                                                                 | 0 – 1                                                                   | Germania                                                                | Qual. Mondiali 2023                                                     | -                                                                       |                                                                         |
| 26-10-2021                                                              | Essen                                                                   | Germania                                                                | 7 – 0                                                                   | Israele                                                                 | Qual. Mondiali 2023                                                     | -                                                                       | 46’                                                                     |
| 30-11-2021                                                              | Faro                                                                    | Portogallo                                                              | 1 – 3                                                                   | Germania                                                                | Qual. Mondiali 2023                                                     | -                                                                       | 82’                                                                     |
| 17-2-2022                                                               | Middlesbrough                                                           | Germania                                                                | 1 – 1                                                                   | Spagna                                                                  | Arnold Clark Cup 2022                                                   | -                                                                       | 63’                                                                     |
| 20-2-2022                                                               | Norwich                                                                 | Canada                                                                  | 1 – 0                                                                   | Germania                                                                | Arnold Clark Cup 2022                                                   | -                                                                       |                                                                         |
| 23-2-2022                                                               | Wolverhampton                                                           | Inghilterra                                                             | 3 – 1                                                                   | Germania                                                                | Arnold Clark Cup 2022                                                   | -                                                                       |                                                                         |
| 12-4-2022                                                               | Stara Pazova                                                            | Serbia                                                                  | 3 – 2                                                                   | Germania                                                                | Qual. Mondiali 2023                                                     | -                                                                       | 22’ 76’                                                                 |
| 12-7-2022                                                               | Brentford                                                               | Germania                                                                | 2 – 0                                                                   | Spagna                                                                  | Euro 2022 - Fase a gironi                                               | -                                                                       | 62’                                                                     |
| 16-7-2022                                                               | Milton Keynes                                                           | Finlandia                                                               | 0 – 3                                                                   | Germania                                                                | Euro 2022 - Fase a gironi                                               | 1                                                                       |                                                                         |
| 21-7-2022                                                               | Brentford                                                               | Germania                                                                | 2 – 0                                                                   | Austria                                                                 | Euro 2022 - Quarti di finale                                            | -                                                                       | 90+4’                                                                   |
| 6-9-2022                                                                | Plovdiv                                                                 | Bulgaria                                                                | 0 – 8                                                                   | Germania                                                                | Qual. Mondiali 2023                                                     | -                                                                       |                                                                         |
| 7-10-2022                                                               | Dresda                                                                  | Germania                                                                | 2 – 1                                                                   | Francia                                                                 | Amichevole                                                              | -                                                                       | 77’                                                                     |
| 11-11-2022                                                              | Fort Lauderdale                                                         | Stati Uniti                                                             | 1 – 2                                                                   | Germania                                                                | Amichevole                                                              | -                                                                       | 71’                                                                     |
| 13-11-2022                                                              | Harrison                                                                | Stati Uniti                                                             | 2 – 1                                                                   | Germania                                                                | Amichevole                                                              | -                                                                       | 15’ 62’                                                                 |
| 21-2-2023                                                               | Duisburg                                                                | Germania                                                                | 0 – 0                                                                   | Svezia                                                                  | Amichevole                                                              | -                                                                       | 72’                                                                     |
| 7-4-2023                                                                | Sittard                                                                 | Paesi Bassi                                                             | 0 – 1                                                                   | Germania                                                                | Amichevole                                                              | -                                                                       |                                                                         |
| 11-4-2023                                                               | Norimberga                                                              | Germania                                                                | 1 – 2                                                                   | Brasile                                                                 | Amichevole                                                              | -                                                                       | 46’                                                                     |
| 24-6-2023                                                               | Offenbach am Main                                                       | Germania                                                                | 2 – 1                                                                   | Vietnam                                                                 | Amichevole                                                              | -                                                                       | 76’                                                                     |
| 25-10-2024                                                              | Londra                                                                  | Inghilterra                                                             | 3 – 4                                                                   | Germania                                                                | Amichevole                                                              | -                                                                       | 68’ 90+2’                                                               |
| 28-10-2024                                                              | Duisburg                                                                | Germania                                                                | 1 – 2                                                                   | Australia                                                               | Amichevole                                                              | -                                                                       | 46’                                                                     |
| 2-12-2024                                                               | Bochum                                                                  | Germania                                                                | 1 – 2                                                                   | Italia                                                                  | Amichevole                                                              | -                                                                       | 46’                                                                     |
| Totale                                                                  |                                                                         | Presenze                                                                | 30                                                                      |                                                                         | Reti                                                                    | 1                                                                       |                                                                         |

## Palmarès

### Nazionale
- Campionato d'Europa under 17: 1

2016

### Individuale
- Fritz-Walter-Medaille d'argento: 1

2018
- Fritz-Walter-Medaille di bronzo: 1

2017